# عين الفوار (القدس)
عين الفوار، هي عين ماء تقع شرقي مدينة القدس، تقع على المنحدرات الشرقية لجبال القدس وسط منطقة صحراوية ضمن مجرى وادي القلط ويستمر الوادي بالسير شرقَا حيث يمر جنوب مدينة أريحا إلى ان يصب في نهر الاردن.

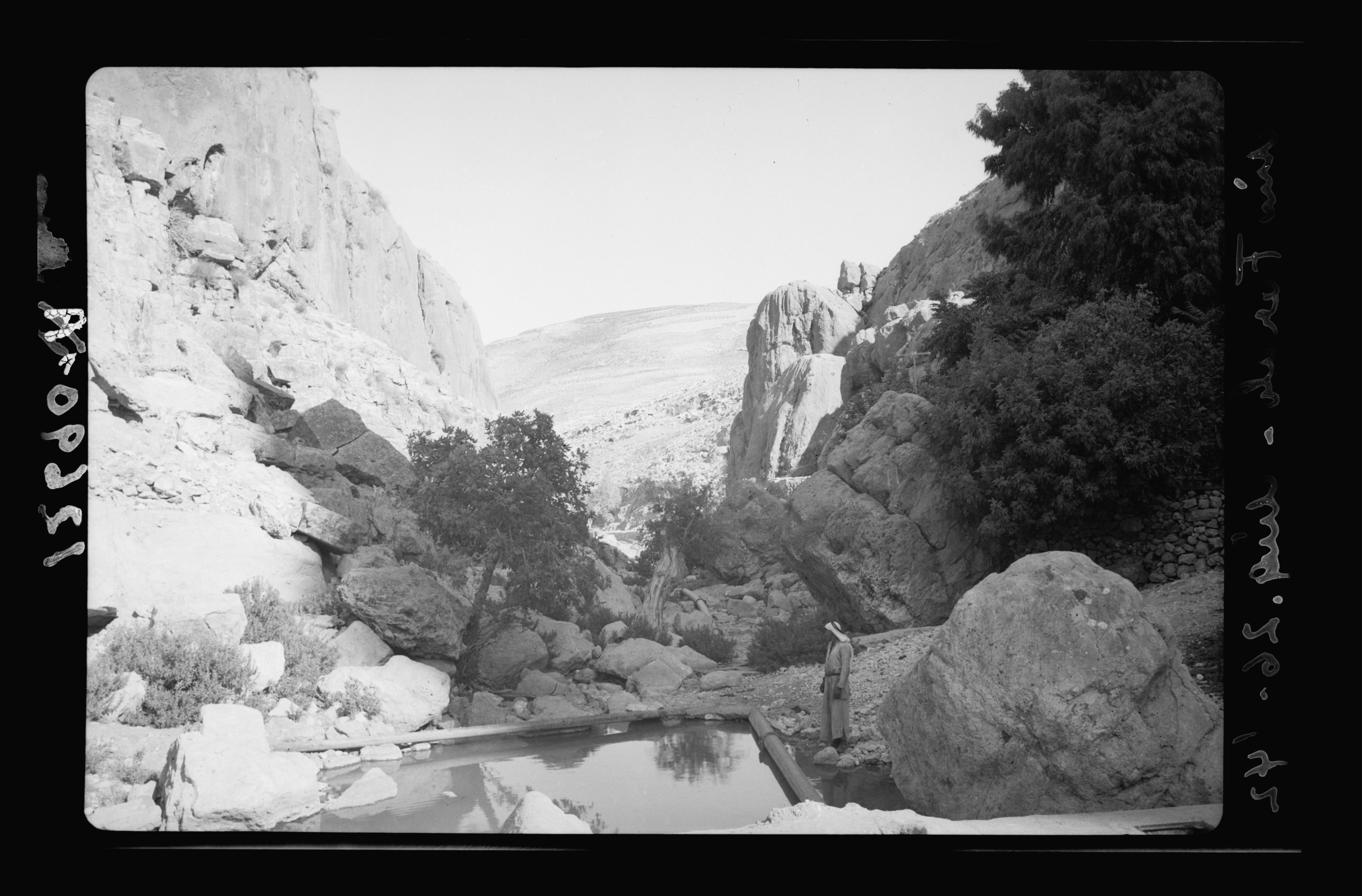
وادي عين فرح في عشرينيات القرن الماضي.

عين الفوار كمحمية طبيعية تحوي في مجرى الواد اسماك ونباتات وحيوانات برية.
مياه عين الفوار النابعة من تلال عناتا والرام شمال شرقي القدس، تلتقي بمياه بلدة مخماس شرق جنوب القدس أيضا في وادي القلط وبين جبال مرتفعة ينزل الوادي، مكونة جدارين شاهقين من طبقات الصخور من اصل تراكمي على أشكال مختلفة تتجمع بينهما المياه وتجري مشكلة لوحة جميلة وتكمل المياه سيرها مارة بدير مار جرجس ودير القلط المتجاورين، ثم أريحا إلى ان ينتهي في نهر الأردن.
ويقدر جريان الوادي حسب ما جاء في موسوعة المدن الفلسطينية بنحو 3ملايين مترا مكعبا من المياه في سنويا.

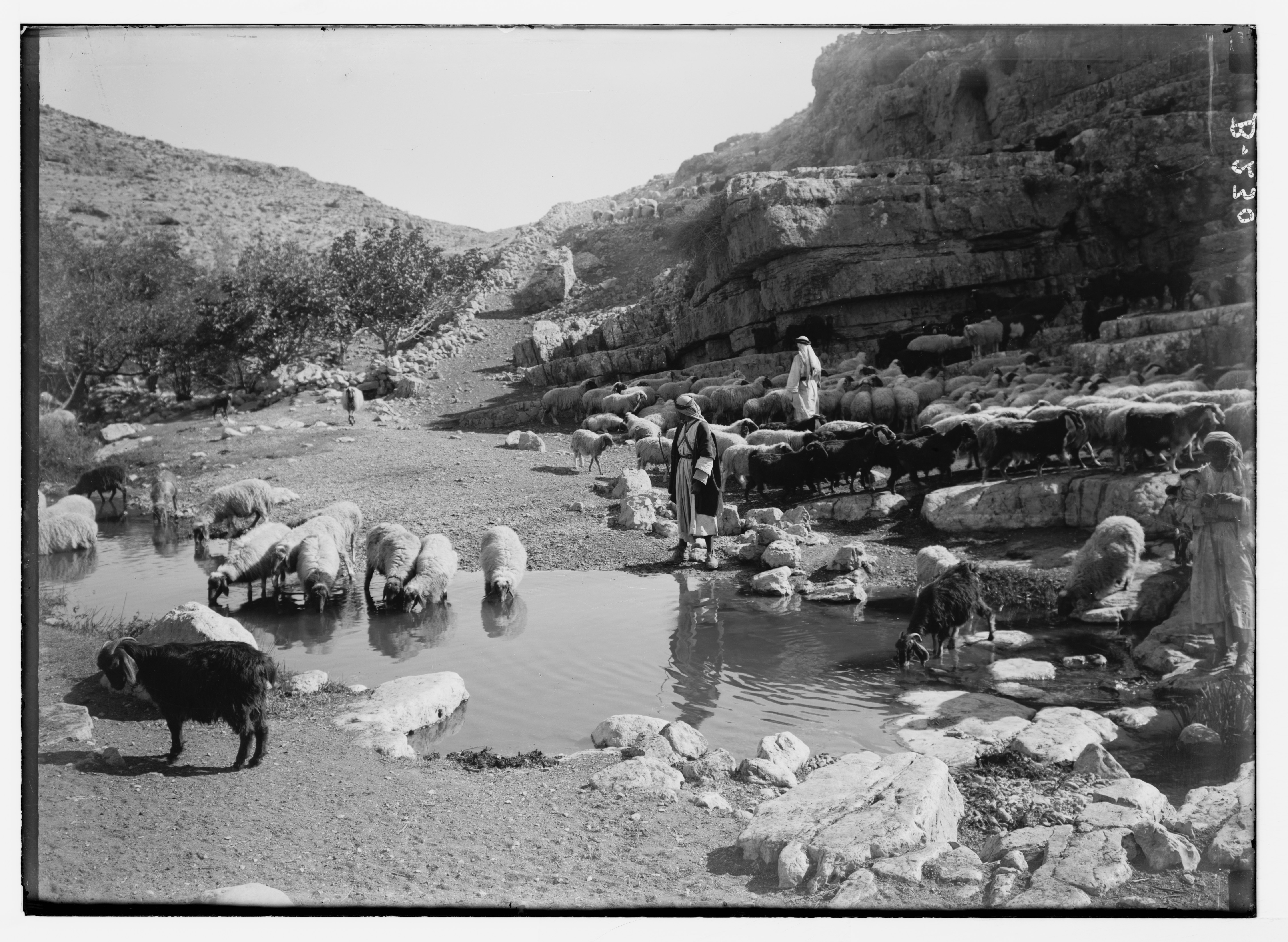
راعي مع قطيعه في فصل الربيع، على الأرجح التقط الصورة عام 1920.